# Ramón López Mateos
Ramón López Mateos (Manzanares, Ciudad Real, 7 de noviembre de 1771-Madrid, 11 de mayo de 1814) fue un médico y escritor español.

## Biografía
El biógrafo de la medicina española Anastasio Chinchilla afirmó que nació tan débil que casi lo dieron por muerto. Destacó al estudiar humanidades y latín en su pueblo natural, y luego en el estudio del griego, la filosofía y la medicina en las Universidades de Huesca, Valencia y, al parecer, también Salamanca; ya entonces, según Chinchilla, hacía comentarios y críticas a sus libros de texto, no admitiendo autoridad alguna que no se redujera a la razón. Ejerció su profesión en distintos lugares de Castilla la Nueva; en 1795 se hallaba en Poveda de la Sierra (Guadalajara), investigando distintos tipos de fiebres (del parto, tifus, fiebre amarilla, tercianas) y dando cuenta de sus observaciones en distintos trabajos que quedaron sin publicar, donde se atreve a aventurar la hipótesis de que algunas de estas fiebres tienen un origen eléctrico; más acertado se muestra cuando atribuye a enfermedades convulsivas somáticas un origen psicológico, incluidas algunas posesiones demoniacas, y la importancia del factor psicológico en los trastornos nerviosos, por ejemplo en "la melancolía religiosa". En 1807 opositó y consiguió un puesto de médico de la Real Familia y se trasladó a Madrid, donde ya era un médico reputado; fue miembro de la Real Academia de Medicina y su primer secretario de gobierno. Falleció en la capital, al quinto día de una pulmonía aguda, el 11 de mayo de 1814.
Publicó en 1813 un discurso fúnebre en alabanza de su médico y amigo, el catedrático y diputado Eugenio de la Peña, muerto de fiebre amarilla en Cádiz, pero que fue prohibido en 1814 por ser muy liberal. En Pensamientos sobre la razón de las leyes derivadas de las ciencias físicas, o sea, filosofía de la legislación (1810) muestra el sesgo sensualista de su pensamiento y lecturas del doctor Francisco Manuel Foderé, Cabanys y Destutt de Tracy, aunque no llega a declararse materialista, pues escribe ahí que:
«Nuestra filosofía es muy diversa: se ocupa, como debe, en la investigación de los efectos naturales y sus causas: busca el origen de las leyes del hombre en su conocimiento físico y moral: y venera en los sentimientos de su naturaleza bien dirigidos, una parte de la voluntad del Criador, cuyas sabias disposiciones admira».
Esta obra se divide en cinco partes: «la influencia de lo físico en lo moral del hombre», y «de lo moral en lo físico» (partes primera y segunda); mientras que en la tercera estudia «la perversión del entendimiento del hombre por algunas causas que pueden llamarse externas», tratando en la cuarta «de las propiedades recíprocas de los sexos y otras que le son análogas», y en la quinta de «pensamientos relativos a la policía e higiene públicas».

## Obras
- Elogio fúnebre del doctor Don Eugenio de la Peña, Madrid : Imp. de Fuentenebro, 1813.
- Discurso latino sobre el tifo, pronunciado en el Colegio Médico de Madrid. Ms.
- Discurso sobre el órgano de la visión (en latín), pronunciado en la Escuela de Medicina Práctica de Madrid, 1796. Ms.
- Discurso sobre los demono-maníacos o endemoniados, con motivo de haberse repetido allí varios casos, o apresurándose los religiosos de los conventos a poner en práctica las ceremonias del exorcista, 1799. Ms.
- Idea física de las calenturas actuales de Madrid y La Mancha, 1804. Ms.
- Investigaciones filosóficas sobre la fiebre amarilla, 1805. Ms.
- Lección física sobre la electricidad. Discurso pronunciado el 21 de abril de 1797 en el Real Laboratorio de Química de Madrid. Ms.
- Pensamientos sobre la razón de las leyes, derivada de las ciencias físicas o sea sobre la filosofía de la legislación. Madrid: Gómez Fuentenebro, 1810, XII, 286 p.